# Lettre et esprit de la loi
Ne doit pas être confondu avec De l'esprit des lois.
La lettre et l'esprit de la loi désigne un débat de philosophie du droit. Il s'agit de deux manières de concevoir le respect dû à la loi, qu'elle soit une loi civile ou religieuse. L'obéissance à la lettre de la loi signifie adopter une position littérale (prendre quelque chose « au pied de la lettre »), au risque de ne pas saisir l'intention des auteurs de la loi et ainsi d'agir contrairement à leur volonté. À l'inverse, l'obéissance à l'esprit de la loi peut entrer en conflit avec le texte interprété au sens premier, ou donner une trop grande latitude au juge.

## Concept
La controverse entre le respect de la lettre de la loi ou celui de l'esprit fait référence à l'attitude que le juge (pour les lois civiles) ou tout un chacun (pour les lois que l'on se donne à soi-même) doit suivre face à un texte. Respecter la lettre de loi signifie que l'on applique une lecture littérale, au mot par mot, au texte, sans chercher à saisir l'intention des auteurs ou la raison qui les a conduits à écrire ce qui est écrit.
Tout système légal possède des vides juridiques, c'est-à-dire des situations qui ne sont pas couvertes par le droit du fait de failles dans les textes légaux. Le juge peut alors invoquer l'esprit de la loi pour juger en extrapolant la loi. Ainsi, si une loi interdit le mariage bigame, et qu'une affaire se présente où un homme est trigame, ce dernier ne tombera pas sous le coup de la loi contre la bigamie et ne pourra être poursuivi. Le juge qui suit l'esprit de la loi et qui sait que la loi contre la bigamie avait vocation à assurer que les mariages ne puissent être qu'entre deux personnes utilisera la loi contre la bigamie pour punir celui qui se rend coupable de trigamie.
Le recours à l'esprit de la loi peut ainsi présenter un danger juridique, car il rend possible pour le juge de se jouer du système : sous le prétexte de suivre l'esprit de la loi, il peut tordre la loi et lui faire dire jusqu'à l'inverse de l'intention de ses créateurs. Montesquieu, dans De l'esprit des lois, met en garde contre les « désordres » qui découlent de cette pratique en matière de sécurité juridique. L'application littérale d'une loi en faisant abstraction de l'intention qui a présidé à sa création (en anglais : « rules lawyering »), peut également permettre des décisions contraires à l'esprit de la loi. Le recours à l'esprit de la loi peut à l'inverse être utilisé pour pallier une erreur dans une loi qui l'a conduit à être incohérente avec la volonté de ses créateurs. 

## En littérature

### Chez Shakespeare

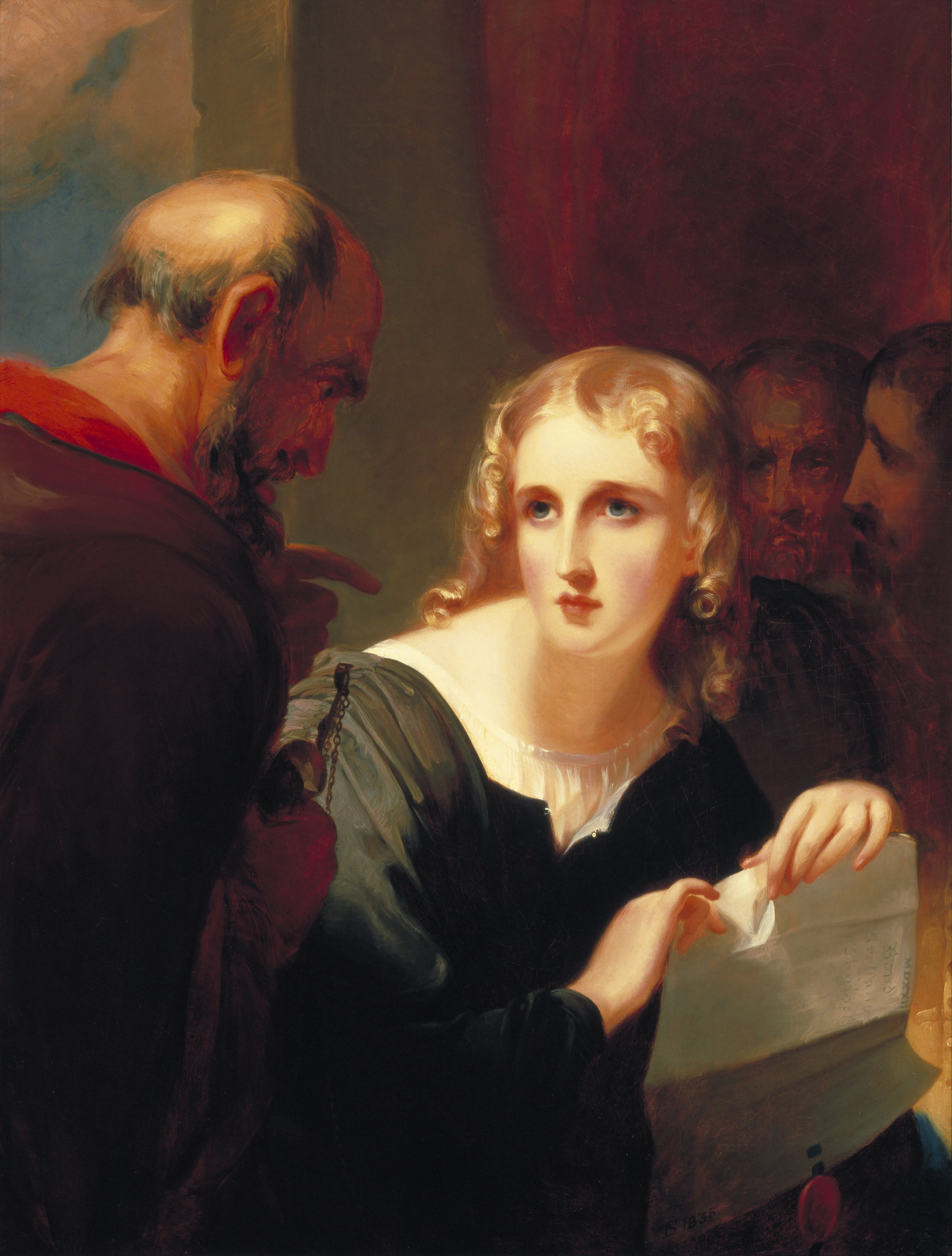
Portia et Shylock (1835) par Thomas Sully

La question de l'interprétation de la loi a un rôle important dans les pièces de William Shakespeare, qui se range presque toujours du côté de l'esprit. Les personnages malveillants se rangent toujours du côté de la lettre. Dans Le Marchand de Venise, Shakespeare introduit l'argumentation comme un moyen de sauver à la fois l'esprit et la lettre de la loi.
L'usurier Shylock est représenté comme une personne tatillonne qui respecte la loi à la lettre, quand bien même il ne respecte pas l'intention originelle de la loi. Il conclut un accord avec Antonio selon lequel s'il ne peut pas rembourser un prêt, il devra lui rembourser une « livre de chair ». Lorsque la dette n'est pas remboursée à temps, Portia plaide d'abord la clémence dans un discours célèbre, où elle plaide en faveur de la miséricorde (« La miséricorde [...] est deux fois bénie : elle bénit celui qui donne et celui qui prend »). Lorsque Shylock refuse, elle sauve finalement Antonio en lui faisant remarquer que l'accord passé par Shylock avec lui ne mentionnait pas de sang, et que Shylock ne peut donc avoir sa livre de chair que s'il ne verse pas de sang. Elle joue ainsi sur la lettre de la loi pour la retourner contre Shylock.

## Dans le domaine religieux

### Le Nouveau Testament
La Bible fait référence aux controverses au sujet de la lettre et de l'esprit. Ainsi, le deuxième épître de Paul de Tarse aux Corinthiens du Ier siècle (Deuxième épître, 3 verset 6) y fait référence, quoique le problème ne soit pas cité explicitement. Le théologien Eugène Michaud écrit à partir de ce texte qu'« obéir à la lettre d'une loi en en violentant l'esprit, c'est sortir de la liberté pour tomber dans l'esclavage [...] Ici comme ailleurs, c'est l'esprit qui vivifie et la lettre qui tue ».
La thématique est abordée à travers la mise en scène des pharisiens, un groupe politico-religieux juif. Ils sont dépeints comme des personnes qui placent la lettre de la loi au-dessus de l'esprit (Marc 2:3-28, 3:1-6) ; ils appliquent strictement ce qu'ils considèrent comme la loi de Dieu, à savoir la pratique zélée de la prière, de l'aumône et du jeûne. Le terme en est venu, pour l'Oxford English Dictionary, à désigner une personne pointilleuse, légaliste ou formaliste.

### Théologie catholique
Le théologien catholique Thomas d'Aquin réfléchit, dans sa Somme théologique, au rapport entre le législateur, la loi et son esprit. Il soutient que le législateur, lorsqu'il rédige les lois, a toujours une certaine conception en tête et vise toujours au bien. Il reconnaît qu'il est utile de faire appel à l'esprit de la loi pour combler des vides juridiques, car la loi est universelle et donc peu précise (« Parce que les actes humains pour lesquels on établit des lois consistent en des cas singuliers et contingents, variables à l’infini, il a toujours été impossible d’instituer une règle légale qui ne serait jamais en défaut »). 
Il remarque que, dans certains cas, appliquer la loi à la lettre ne permet pas de produire le bien, qui était la visée originelle de la loi. Il écrit par conséquent que, « en certains cas [...] observer [les lois] va contre l’égalité de la justice, et contre le bien commun, visés par la loi. Ainsi, la loi statue que les dépôts doivent être rendus, parce que cela est juste dans la plupart des cas. Il arrive pourtant parfois que ce soit dangereux, par exemple si un fou a mis une épée en dépôt et la réclame pendant une crise, ou encore si quelqu’un réclame une somme qui lui permettra de combattre sa patrie. En ces cas et d’autres semblables, le mal serait de suivre la loi établie ; le bien est, en négligeant la lettre de la loi, d’obéir aux exigences de la justice et du bien public ». 
Cela permet à Thomas d'Aquin de conclure que « ce qui est condamnable, c’est de suivre la loi à la lettre quand il ne le faut pas. Aussi est-il dit dans le Code : «II n’y a pas de doute qu’on pèche contre la loi si, en s’attachant à sa lettre, on contredit la volonté du législateur ». 

## En droit

### Droit constitutionnel américain
Le débat sur la lettre et l'esprit de la loi est particulièrement prégnant aux États-Unis dans le domaine de la philosophie du droit. Le principal sujet de débat est au sujet de la conception de la Constitution des États-Unis. Lors de la fondation du pays, le Parti Fédéraliste a plaidé en faveur d'une interprétation souple de la Constitution, qui accorderait au Congrès de larges pouvoirs, conformément à l'esprit des pères fondateurs. En revanche, le Parti républicain-démocrate, qui était en faveur d'un gouvernement fédéral limité, défendait une interprétation stricte et littérale de la Constitution, arguant que la liste des pouvoirs du gouvernement est limitative. Le Parti républicain-démocrate penchait donc du côté de la lettre.
Le débat s'est poursuivi à travers les époques. Les partisans de la constitution vivante préconisent une interprétation des textes en fonction de l'esprit, tandis que les originalistes (ou textualistes) considèrent qu'il faut approcher la Constitution par sa lettre. Ils soutiennent que le processus d'amendement de la Constitution exclut nécessairement les interprétations plus larges, car une nouvelle interprétation requiert un texte supplémentaire.

### La loi française de 1905 concernant la séparation des Églises et de l'État
La loi de séparation des Églises et de l'État instaure une séparation de l'Église et de l'État en France en 1905. Toutefois, l’esprit de la loi va beaucoup plus loin qu'une simple séparation des institutions temporelles et cultuelles ; la laïcité est un principe d’organisation de la société qui s’est imposé au fil des années comme clef de voûte de la République française, légitimé par l'article 10 de la Déclaration des droits de l'homme et du citoyen de 1789.